# Club Atlético Claypole
O Club Atlético Claypole, conhecido como Claypole, é um clube de futebol argentino da cidade de Claypole, partido de Almirante Brown, província de Buenos Aires. Fundado em 24 de junho de 1934, suas cores são o preto e o branco.. Atualmente participa da Primera División D, a quinta e última divisão do futebol argentino para as equipes diretamente afiliadas à Associação do Futebol Argentino (AFA), entidade máxima do futebol na Argentina. Seu estádio é o Rodolfo Vicente Capocasa, dado em homenagem ao falecido ex-presidente do clube, foi inaugurado em 1979 e conta com capacidade aproximada para 1.300 pessoas.

## História
O clube foi fundado em 1 de outubro de 1923. Desde a sua afiliação à Associação do Futebol Argentino (AFA), alcançada em 1978 graças à gestão de Rodolfo Capocasa, o nome do atual estádio do clube, ele começou a disputar o campeonato da Primera D, que era na ocasião, a quarta divisão do futebol argentino. Onde ficou até que conseguiu o acesso para a Primera C, nova quarta divisão do futebol argentino, através do torneio Apertura de 1986.
Desde então, ele atuou na Primera C até a temporada 1993–94, quando foi juntamente com o Juventud Unida rebaixado para a divisão inferior por conta dos promédios. Seu retorno à quarta divisão ocorre após 3 temporadas, quando conquista o título da Primera D da temporada de 1996–97; depois de vencer de forma invicta o Clausura de 1997, o clube decidiu o título e acesso contra o Comunicaciones, em três árduas partidas. Na nova divisão, as suas atuações não foram muito convincentes e ele logo retornou à Primera D, onde permanece até hoje.

## Estádio
O estádio do Claypole foi inaugurado em 1979 com o nome de César Luis Menotti, em homenagem ao treinador que acabara de ser campeão mundial de futebol pela Seleção Argentina. Posteriormente foi rebatizado como Rodolfo Vicente Capocasa, em reconhecimento ao falecido ex-presidente do clube, a mente por trás da afiliação na Associação do Futebol Argentino (AFA) e na construção do estádio.

## Cronologia no Campeonato Argentino de Futebol
| Período                 | Campeonato         | Divisão | Associação | Ref.  |
| ----------------------- | ------------------ | ------- | ---------- | ----- |
| 1978 — Apertura de 1986 | Primera División D | Quarta  | AFA        | [ 1 ] |
| 1986–87 — 1993–94       | Primera División C | Quarta  | AFA        | [ 1 ] |
| 1994–95 — 1996–97       | Primera División D | Quinta  | AFA        | [ 1 ] |
| 1997–98                 | Primera División C | Quarta  | AFA        | [ 1 ] |
| Desde 1998–99           | Primera División D | Quinta  | AFA        | [ 1 ] |

## Títulos
| NACIONAIS | NACIONAIS          | NACIONAIS | NACIONAIS  |
| Divisão   | Competição         | Títulos   | Temporadas |
| --------- | ------------------ | --------- | ---------- |
| Quinta    | Primera División D | 1         | 1996–97    |